# Пакс
Пакс (лат. Pax) је римска богиња мира.

## Митологија
Пакс, јер се од персонификације мира претвореила у богињу, није имала родитеље, а ни потомке. У старијим митовима се не сусрећемо са богињом Пакс, што и није чудо јер је, у римској историји мир владао само седам пута.
Након повратка са похода на Галију и Хиспанију, цар Август је подигао у њену част жртвеник који се звао „Ara Pacis Augustae“. Жртве су се приносиле 30. јануара и 30. марта. Богиња Пакс је имала храм на Веспазијановом тргу, који је саграђен после бобеде над Јеврејима, 71. године, а по храму се и цео трг звао Трг мира - „Forum pacis“.
Храм мира на Веспазијановом тргу је стајао између стотине метара дугих дворана са стубовима, у којима су биле смештене латинске и грчке библиотеке, и то су, у симболичком смислу били острва мира усред бучном Рима. Овај простор је био састајалиште песника и филозофа.
Жртвеник мира је био једна од најинтересантнијих и најзначајнијих уметничких творевина Августовог времена, али се касније, препуштен зубу времена потпуно распао. 1937. године италијански стручњаци су потпуно реконструисали жртвеник, и то на истом месту крај реке Тибар, са првобитним рељефима који су се налазили у разним музејима.